# Рава-Руська
Ра́ва-Ру́ська (МФА: [ˈraʋɐ ˈrusʲkɐ] ( прослухати)) — місто в Україні, адміністративний центр Рава-Руської міської громади Львівського району Львівської області, за 50 км від Львова та 36 км від Жовкви. Залізничний вузол. 
Сучасна територія міста Рави-Руської становить 850 га. Місто витягнуте в довготному напрямку. Такий напрям обумовили до певної міри природні елементи його околиць.
Місто має змішане планування: в центральній частині променеве, а на передмістях — прямокутне. Загальна довжина вулиць становить 27 км, у тому числі магістральних — 10 км. Середня ширина вулиць 5—6 м. Рава-Руська не має вираженого центру з площею. Центральна міська площа з ратушею була зруйнована під час Другої світової війни. Нині центром вважається перехрестя вулиць Львівської, Грушевського та Коновальця. Місто не гамірне, наскільки дозволяє його транзитне розташування, невелике, що робить його дуже затишним.

## Клімат
У місті помірний континентальний клімат зі значною кількістю опадів. У рік випадає близько 792 мм опадів. Найменша кількість опадів випадає у лютому, в середньому близько 45 мм. Більшість опадів випадає у липні, в середньому 107 мм.
Середньорічна температура складає 8.7 °C. Найвища температура у липні — 23.7 °C. Січень є найпрохолоднішим місяцем, із температурою у -5.7 °C.
| Кліматограма Рава-Руської                                                                                                 | Кліматограма Рава-Руської | Кліматограма Рава-Руської | Кліматограма Рава-Руської | Кліматограма Рава-Руської | Кліматограма Рава-Руської | Кліматограма Рава-Руської | Кліматограма Рава-Руської | Кліматограма Рава-Руської | Кліматограма Рава-Руської | Кліматограма Рава-Руської | Кліматограма Рава-Руської |
| --- | ------------------------- | ------------------------- | ------------------------- | ------------------------- | ------------------------- | ------------------------- | ------------------------- | ------------------------- | ------------------------- | ------------------------- | ------------------------- |
| С | Л                         | Б                         | К                         | Т                         | Ч                         | Л                         | С                         | В                         | Ж                         | Л                         | Г                         |
| 47 −1 −6 | 45 1 −5                   | 52 7 −2                   | 58 14 4                   | 89 19 9                   | 89 22 13                  | 107 24 15                 | 80 23 15                  | 74 18 10                  | 54 13 6                   | 51 7 2                    | 49 2 −3                   |
| Середня макс. і мін. температури повітря (°C) Атмосферні опади (мм), за рік : 795 мм. Джерело: «Climate-Data.org» (англ.) |                           |                           |                           |                           |                           |                           |                           |                           |                           |                           |                           |

## Населення

### Чисельність
Динаміка чисельності населення.

### Національний склад
Розподіл населення за національністю за даними перепису 2001 року:
| Національність  | Відсоток |
| --------------- | -------- |
| українці        | 96,23%   |
| росіяни         | 2,54%    |
| поляки          | 0,66%    |
| білоруси        | 0,25%    |
| інші/не вказали | 0,32%    |

### Мова
Розподіл населення за рідною мовою за даними перепису 2001 року:
| Мова            | Чисельність, осіб | Доля   |
| --------------- | ----------------- | ------ |
| Українська      | 7 904             | 96,88% |
| Російська       | 220               | 2,70%  |
| Польська        | 15                | 0,18%  |
| Вірменська      | 8                 | 0,10%  |
| Білоруська      | 5                 | 0,06%  |
| Гагузька        | 2                 | 0,02%  |
| Інші/Не вказали | 5                 | 0,06%  |
| Разом           | 8 159             | 100%   |

## Історія

### Від заснування до поділу Речі Посполитої
Вперше в документах Раву-Руську згадують у XV столітті. Відомо, що белзький і мазовецький князь Владислав у 1455 році назвав невеликий населений пункт на річці Рата іменем свого володіння на Мазовецькій землі — Равою, з додатком слова «Руська», щоб відрізнити від Рави-Мазовецької, розміщеної на території Польщі. Приводом для цього було міське українське населення, яке поляки тоді називали русинами, а «українське» тоді називали «руським». 
Щодо назви міста єдиної думки досі немає. У географічному словнику написано, що назва «Рава», будучи одночасно назвою герба і, напевно, старою назвою роду, бере свій початок від роду Равітів, чия колонізаторська діяльність поширилась далеко на Схід. Такі назви, як Стара Рава, Рава-Мазовецька, річка Равка, Рава-Руська красномовно свідчать на користь цієї теорії. Довгий час Рава-Руська була малим містечком.
Більшого значення Рава-Руська набула у XVII столітті. Цьому сприяло проходження торговельного шляху зі Сходу на Захід. У місті розвивалися різні ремесла і торгівля, в чому були зацікавлені місцева шляхта, міська верхівка, польський король. 1622 року місту були надані привілеї на проведення щорічних ярмарків. Рава-Руська лежала на пожвавлених торговельних шляхах. Тут щороку організовувались великі ярмарки, на які з'їжджались купці з усіх кінців Польщі.
Рава-Руська була центром важливих міжнародних подій XVII—XVIII століть. 1698 року тут відбувалась зустріч польського короля Августа ІІ, який ішов на чолі військ проти турецького султана, та московського царя Петра І, що повертався з Відня. Переговори тривали 3 дні. 3 серпня 1698 року монархи домовились про спільні дії проти шведського короля Карла ХІІ. 1704 року в Раві-Руській зустрічалися шведський король Карл XII з королем Речі Посполитої Станіславом Лещинським. Монархи погодили свої плани у боротьбі проти російського царя Петра І, проте плани не здійснилися. 1716 року відбувалися переговори між Станіславом  Лещинським та Авґустом ІІ.

### У складі імперії Габсбурґів

Краєвид з ратуші

Значне пожвавлення в розвитку міста спостерігається у зв'язку з будівництвом залізничних шляхів Сокаль — Ярослав та Львів — Белзець, що пролягли через Раву-Руську. З їх відкриттям 23 листопада 1887 року Рава-Руська стала залізничним вузлом. Спорудження залізничної станції сприяло подальшому розвитку торгівлі, ремесла на залізниці. Місто стало типовим невеликим містечком з дрібним приватним виробництвом і торгівлею. Діяли лише невеликі підприємства: тартак з 32-ма робітниками, шпалозавод, фабрика свічок, цегельня. Спеціалізацією Рави було виготовлення солом'яних капелюхів і капелюшків, експорт яєць і клею на їх основі. У місті рафінували олію для всієї Галичини.
У другій половині ХІХ століття рава-руські євреї володіли більшою частиною будинків у місті. Ніхто не дбав про санітарний стан міста. Умови проживання місцевого населення були жахливими: не було каналізації, водогону, жодного культурно-освітнього закладу. Були церква, два монастирі, костел, синагога, 16 божниць та 14 корчм.

### Початок ХХ століття
Найбільших руйнувань містечко зазнало у 1914—1915 роках під час Першої світової війни, коли бої між австрійським, німецьким та російським військами проходили безпосередньо у самому місті. Під Равою-Руською поліг цілий полк тірольських стрільців.

### Західноукраїнська Народна Республіка та Республіка Польща
3 березня 1918 року в місті відбулось «свято державності і миру» (віче) на підтримку дій уряду Української Народної Республіки, на якому були присутні близько 15000 осіб..
1 листопада в повіті Рава-Руська було встановлено владу Української держави — ЗУНР.
У 1919 році в Раві-Руській відбулися завзяті бої 1-го Корпусу Української Галицької Армії з польським військом під командуванням генерала Юзефа Галлера.
У 1924 році був заснований шпалопросочувальний завод — найпотужніше підприємство міста. Найбільшим підприємством харчової промисловості міста був маслозавод, заснований 1928 року.
Станом на 1 січня 1939 року в Раві-Руській мешкало 12 000 мешканців, з них 1800 українців-грекокатоликів,
4100 поляків і 6100 євреїв.

### Радянський період
26 вересня 1939 року з'єднання 2-го Корпусу увійшли до міста. Перший період радянської влади тривав до 26 червня 1941 року.
В цей період відбувалися масові репресії. У 1940 році радянські каральні органи заарештували равських ксьондзів, що було з ними далі — невідомо. 1946 року останній парох храму Яків Віняж та частина парафіян виїхали до Польщі, прихопивши деяке костельне майно, в тому числі — відомий з XVII століття чудотворний образ Богоматері святого Розарію (зараз прикрашає головний вівтар у костелі в Любечі-Крулевському). Храм перетворили на склад. Вірні отримали назад свій храм наприкінці 1980-х років.
У 1940 році в центрі міста заклали новий парк культури. На впорядкування міста в 1940 році виділено 801500 карбованців, на освіту — 659 000 карбованців. Майже всі діти дошкільного віку були охоплені навчанням. У місті відкрили вечірню школу для дорослих, налагодили медичне обслуговування населення. На охорону здоров'я жителів міста у 1940 році було виділено 400 000 карбованців з державного бюджету.
У 1940—1941 років мешканців міста примушували виходити на суботники для спорудження укріпрайону Рави-Руської. Укріплення відіграли значну роль під час Другої світової війни (1941). Упродовж чотирьох днів німецькі війська вели жорстокі бої навколо міста, на п'ятий день війни їм вдалося прорвати оборону та захопити місто 26 червня 1941 року. Після вторгнення на територію Рава-Руського району 27 червня 1941 року гітлерівці організували масове винищення мирного (переважно єврейського) населення, військовополонених, які перебували в таборі «Штадтлаг», Рава-Руська. Ведучи розслідування, районна комісія виявила на околицях міста великі могили масового захоронення. Районна комісія встановила, що під час окупації гітлерівці знищили в Рава-Руському районі мирних жителів 17 500 осіб, у таборі військовополонених «Штадтлаг» — 326, «Фельдпост № 08409» — 18000, вивезено з Рава-Руського району на «фабрику смерті» в м. Белжець — 6 000, а всього знищено 41 500 осіб. У Раві-Руській знищено 17 000 євреїв (майже чверть усієї кількості). 13 000 осіб вивезено в Німеччину. Гітлерівці зруйнували шахту з видобування бурого вугілля, шпалопросочувальний завод, інші підприємства міста. Війна завдала Раві-Руській величезних збитків. За час німецької окупації центр міста був майже цілком зруйнований. До початку другої світової війни в Раві-Руській нараховувалося 1101 житловий будинок, а після — 852.
У 1940—1941 та 1944—1962 роках місто було центром Рава-Руського району, у 1941—1944 роках — центром Рава-Руської округи.
У післявоєнний період місто почали відбудовувати. Став до ладу спиртово-консервний завод, шпалопросочувальний завод, промкомбінат та інші підприємства. Радянська влада налагодила демонстрування совєтських кінофільмів, відкрила бібліотеку, налагодила телефонний зв'язок з обласним центром та навколишніми районами, заборонила греко-католицьку церкву і Равський деканат зокрема.
У 1970-х роках XX століття в Раві-Руській діяли: дві середні загальноосвітні школи, середня школа-інтернат, восьмирічна школа, вечірня та заочна школи, міське профтехучилище № 60, будинок культури, будинок піонерів, кінотеатр, театр народної творчості на громадських засадах, бібліотека для дорослих, бібліотека для дітей, поштове відділення зв'язку, ощадна каса, філія Держбанку, міська лікарня, аптека, поліклініка, залізнична лікарня, промкомбінат, павільйон побутобслуговування, харчокомбінат, спиртзавод, маслозавод, шпалопросочувальний завод, лісгоспзаг, залізнична та автобусна станції, залізничне депо, завод будівельних матеріалів, автотранспортне підприємство № 13073, автоклуб, міська друкарня, ветеринарна аптека, ветеринарна лікарня, м'ясо-забійний пункт Львівського м'ясокомбінату, лазня, готель, перукарня, міське споживче товариство, ательє ремонту телевізорів та радіоапаратури, універмаг, гастроном, ресторан, їдальня, молочний, хлібний та м'ясний магазини, пекарня, Рава-Руський кар'єр Миколаївського цементного заводу.

### Сучасна історія
22 липня 2018 року Високопреосвященний митрополит Львівський і Сокальський Димитрій звершив велике освячення храму УПЦ КП на честь священномучеників Бориса і Гліба.

## Економіка
Шпалопросочувальний завод — найпотужніше підприємство міста; заснований 1924 року, нині підпорядкований Львівській залізниці. Завод випускає майже половину валової продукції міста. Шпалопросочувальний завод — одне з небагатьох підприємств хімічної обробки деревини для технічних споруд на заході України. Під час Другої світової війни був зруйнований, устаткування вивезене в Німеччину, тому став до ладу 1946 року. Спеціалізація заводу — просочування шпал, мостових перевідних брусів, стовпів для електронно-телеграфних ліній.
Найбільшим підприємством харчової промисловості міста був маслозавод (площею 1,5 га по вул. Пушкіна). Заснований 1928 року. З часу заснування значно збільшив свої потужності.
Третім підприємством харчової промисловості міста є спиртовий завод, створений на базі старої спиртово-консервної фабрики. Завод випускає високоякісну продукцію — спирт-ректифікат. Продукція відправляється на інші підприємства харчової, хімічної, фармацевтичної промисловості України.
1992 року відбулося відкриття Рава-Руської митниці, є однією з найбільших митниць на заході України.[коли?]
21 жовтня 2008 року відбулося урочисте відкриття одного з найбільших пунктів пропуску Європи — реконструйованого Міжнародного автомобільного пункту пропуску через державний кордон країни «Рава-Руська». Розташований на європейському автошляху E372 між містами Львів та Люблін. З польського боку на автошляху розташоване село Гребенне, на залізничній колії — станція у селі Верхраті.
Розбудову інфраструктури, реконструкцію здійснено у рамках національної програми TACIS-2002 завдяки реалізації проєкту міжнародної технічної допомоги Європейського союзу. Пункт важливий для України, має важливе значення для країн європейської спільноти, дозволить прискорити процедуру митного контролю та митного оформлення товарів, транспортних засобів та громадян, які перетинають кордон між ЄС та Україною. Пропускна спроможність пункту після реконструкції збільшилася майже вдвічі, зокрема, за добу матимуть змогу перетинати кордон понад 3,5 тисяч легковиків та 250 вантажних автомобілів.

## Культура

### Пам'ятки
- Костел Святого Михайла та монастир реформатів (вул. Євгена Коновальця, 27);
- Рава-руська ратуша;
- Парк «Есперанто» — один з шести есперанто-об'єктів, що значаться у спеціальному міжнародному каталозі за Україною і носять назву «есперанто» чи ім'я ініціатора мови;
- Церква Святої Трійці (ПЦУ);
- Церква Святих Мучеників Бориса і Гліба (вул. Івана Могильницького);
- Будинок "Просвіта" (вул. Ярослава Мудрого);
- Церква Святого Юрія (1846 р.) (вул. Євгена Коновальця, 22);
- Костел опіки Святого Йосипа (РКЦ) (вул. Бориса Грінченка, 1а);
- Меморіал Української Галицької Армії

Проти ночі з 19 на 20 серпня 2013 року в місті вандалами було знищено пам'ятник УПА.

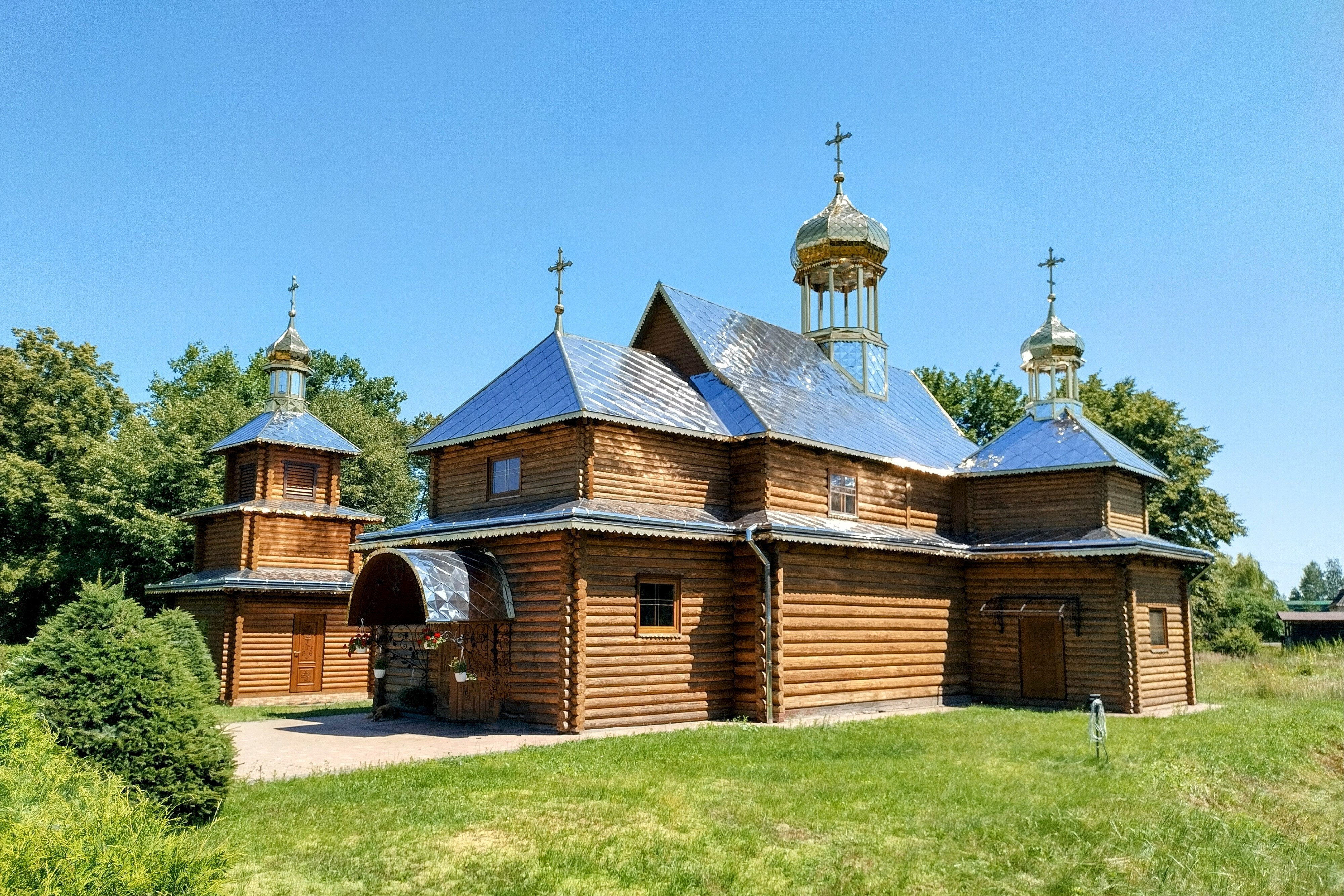
Церква Святих Мучеників Бориса і Гліба
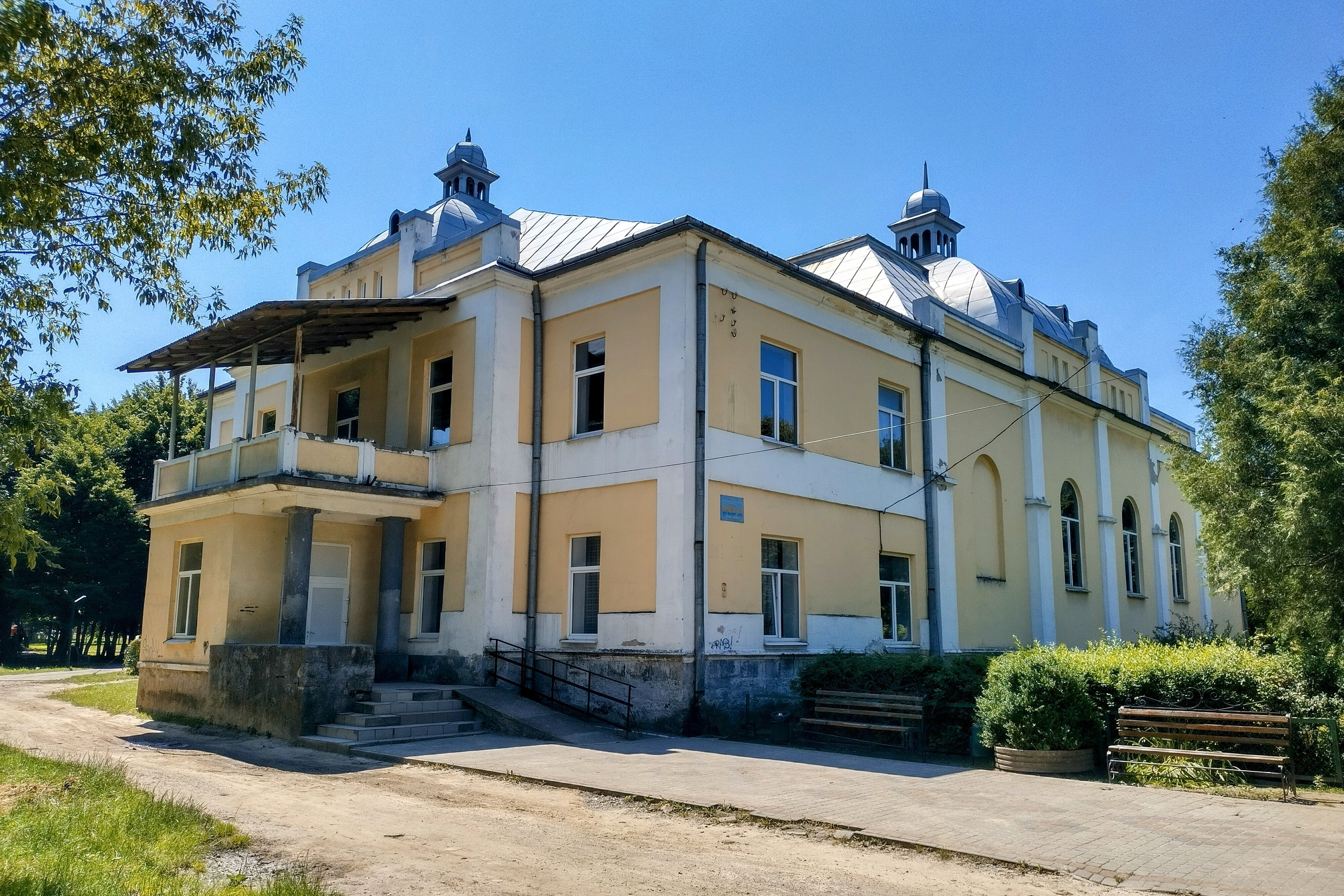
Будинок «Просвіта»
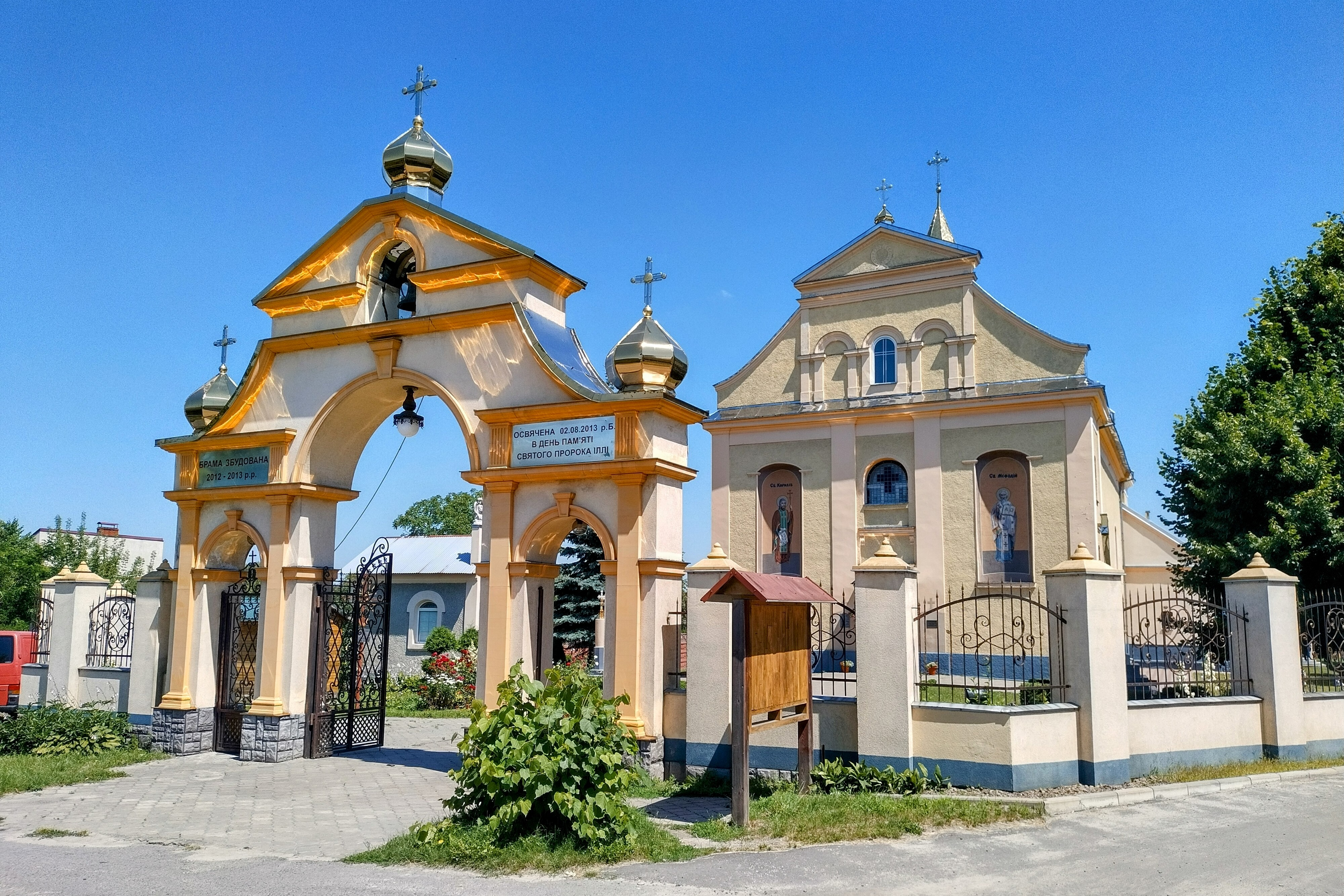
Церква Святого Юрія
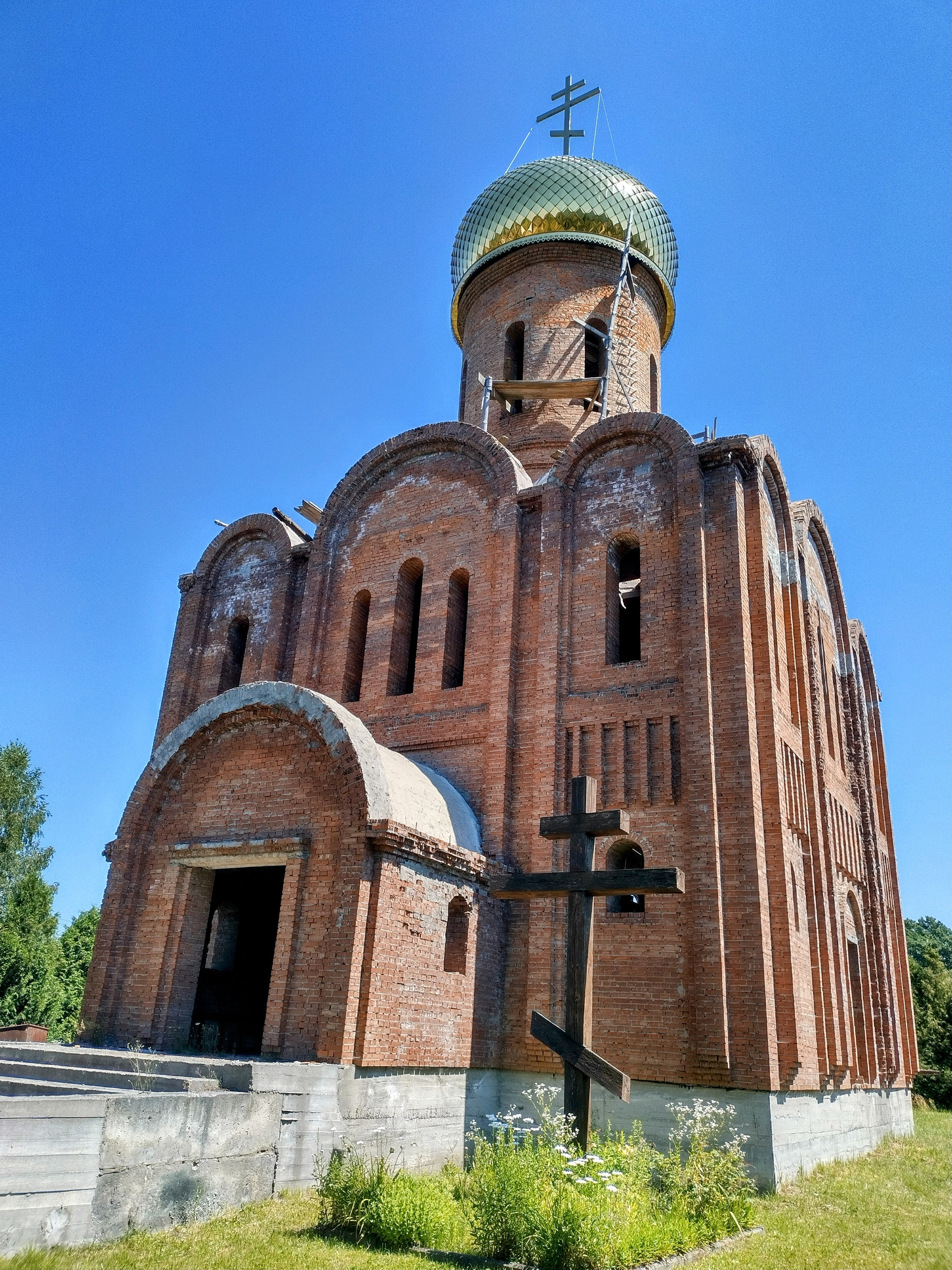
Церква Святої Трійці
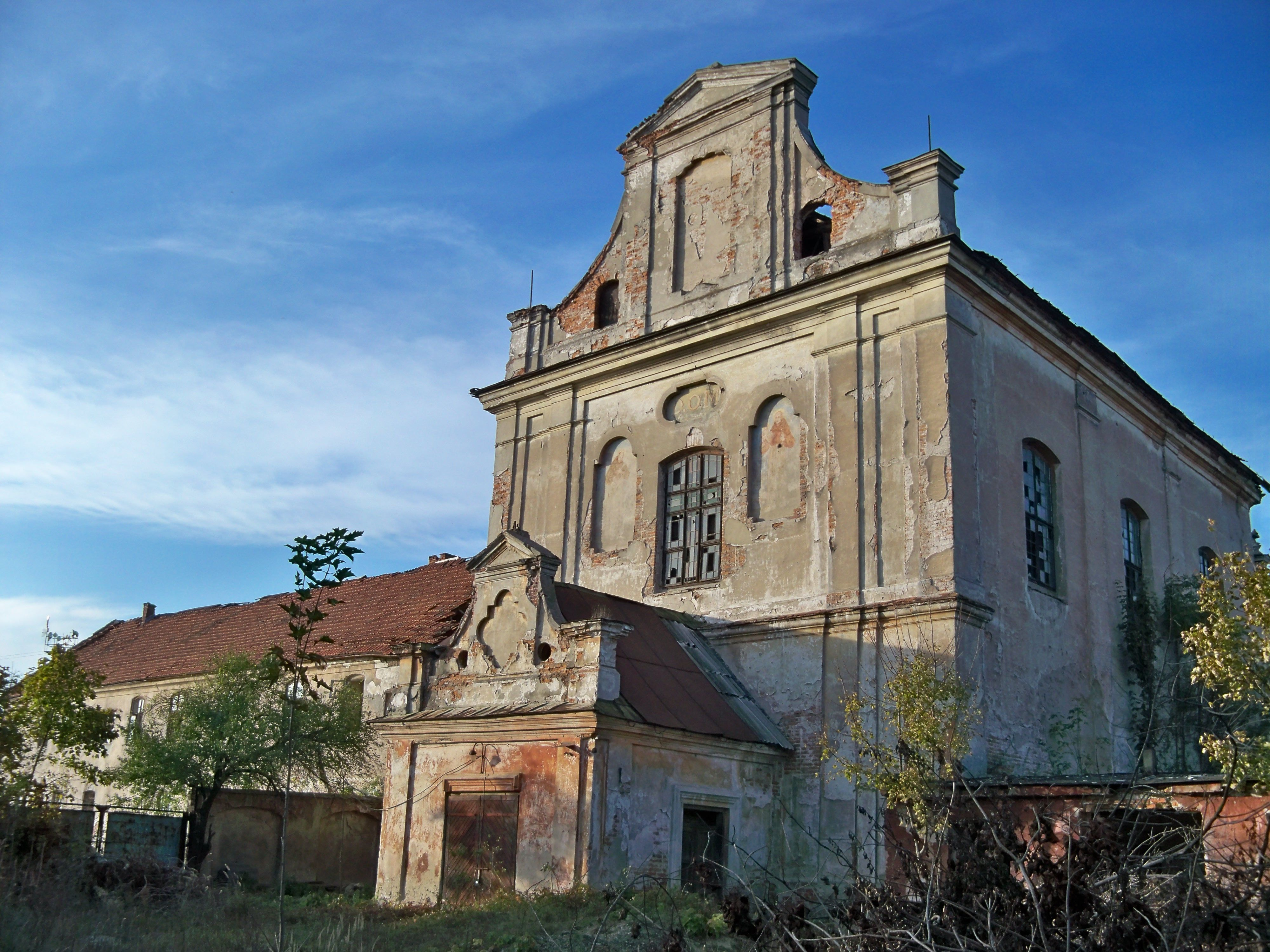
Костел Святого Михайла
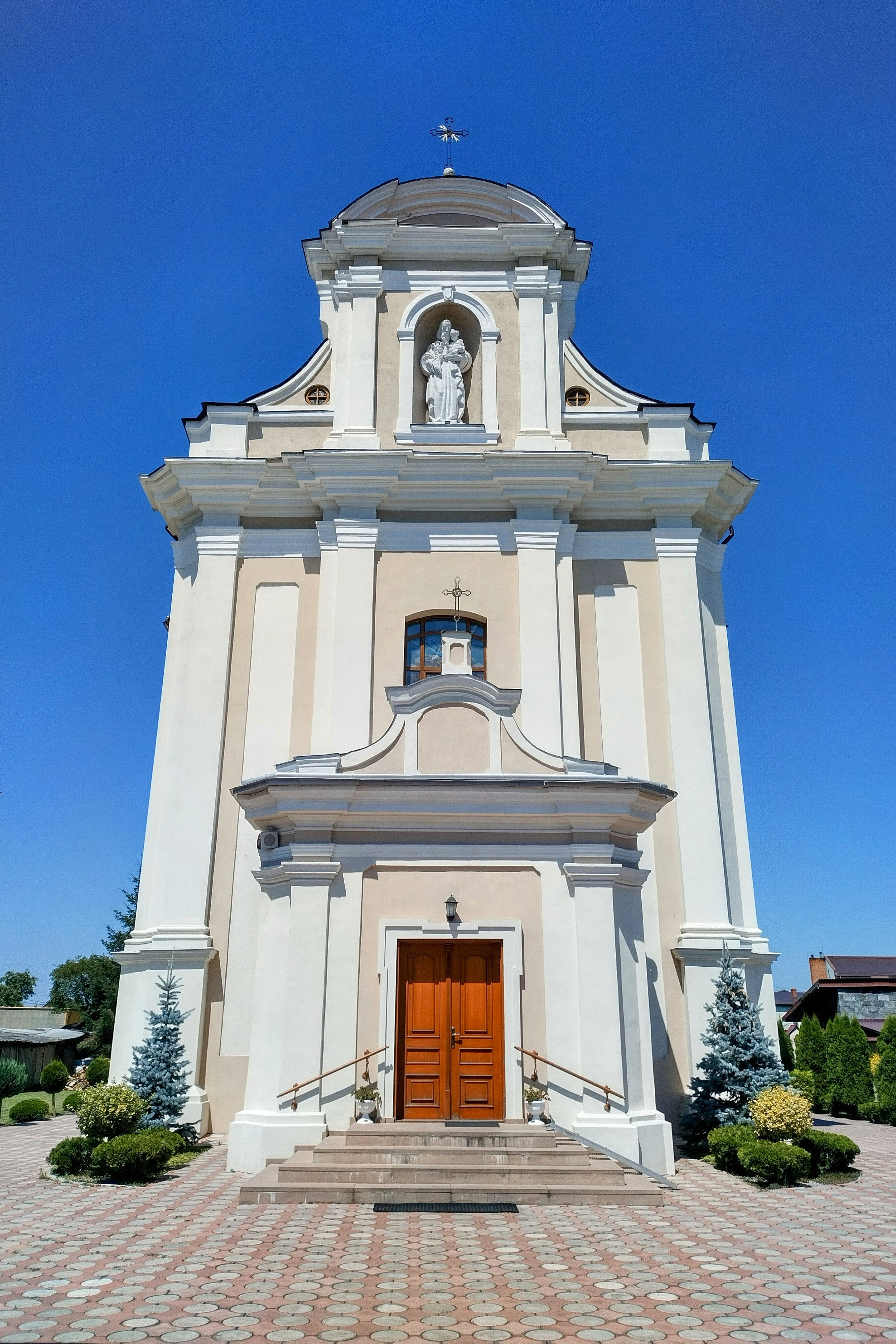
Костел Святого Йосипа

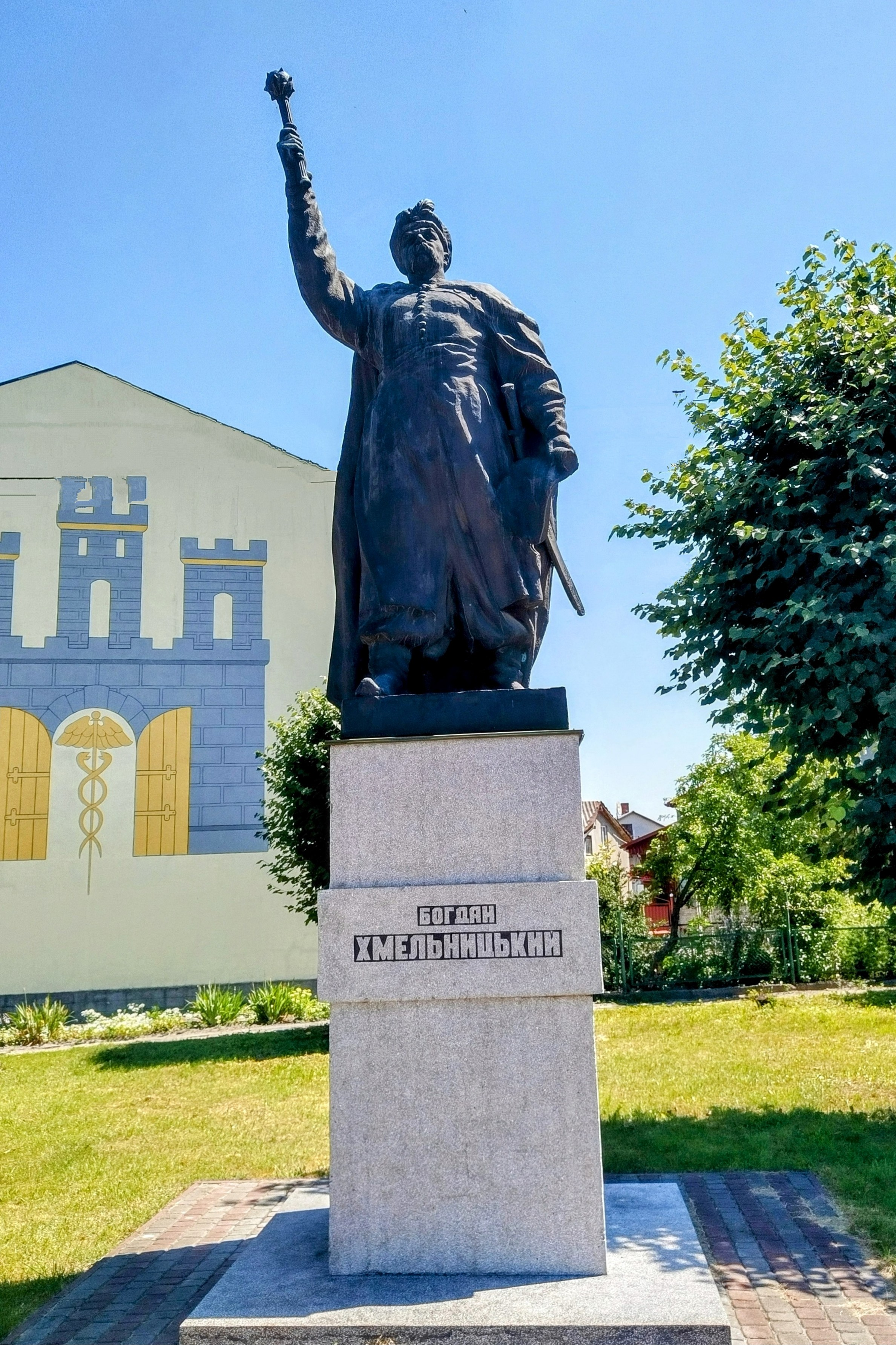
Пам'ятник Богдану Хмельницькому
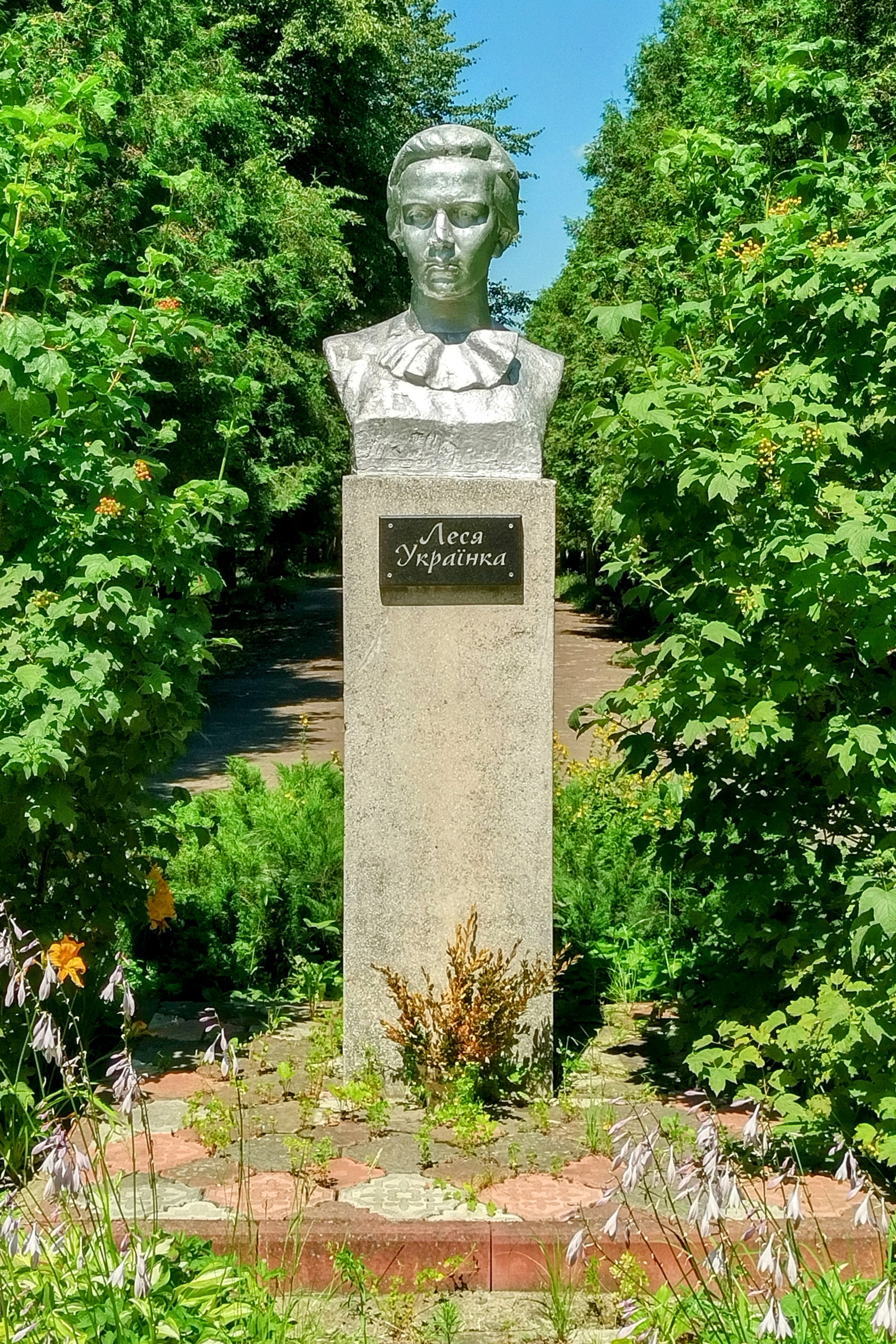
Пам'ятник-погруддя Лесі Українки
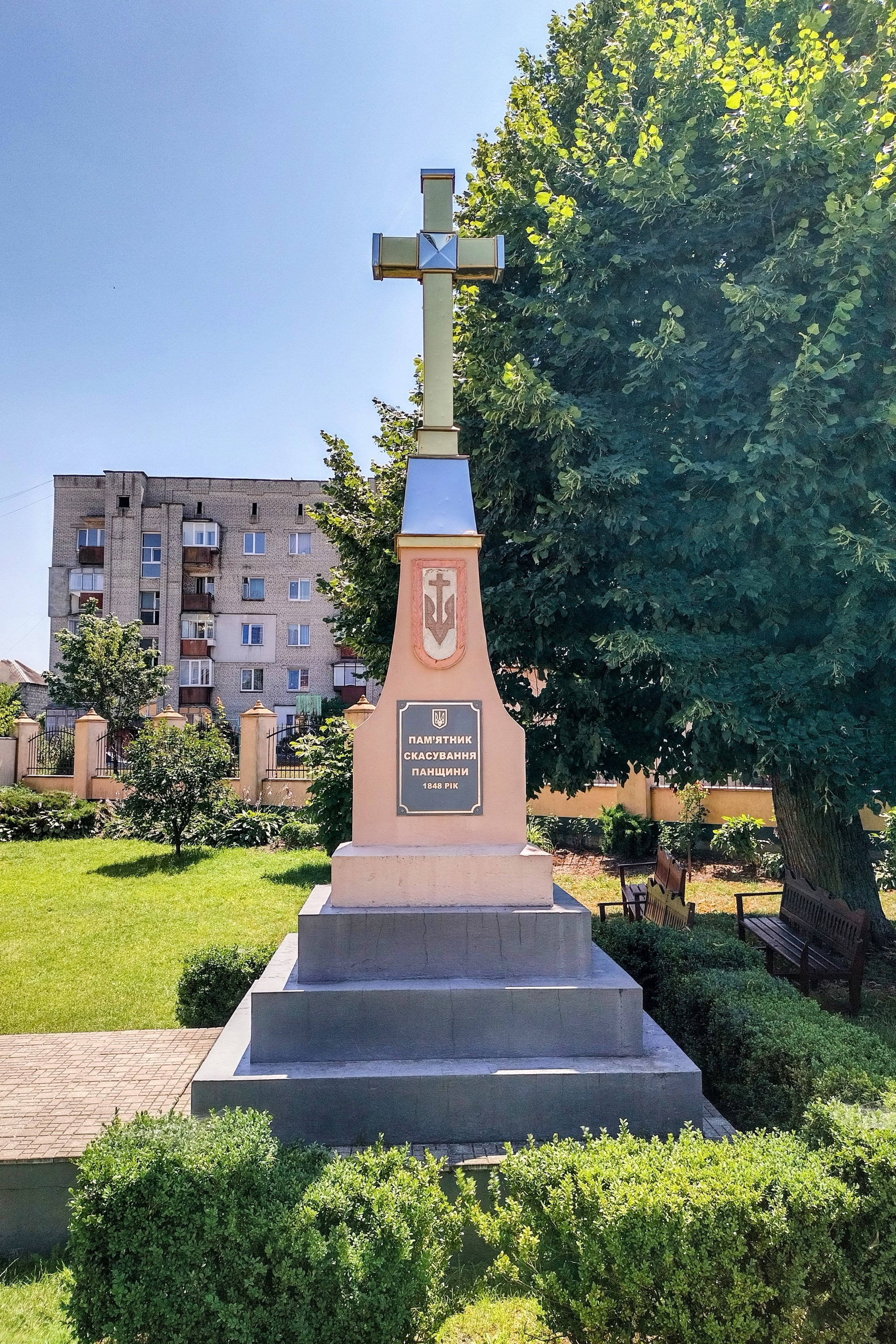
Пам'ятник скасування панщини 1848 р.
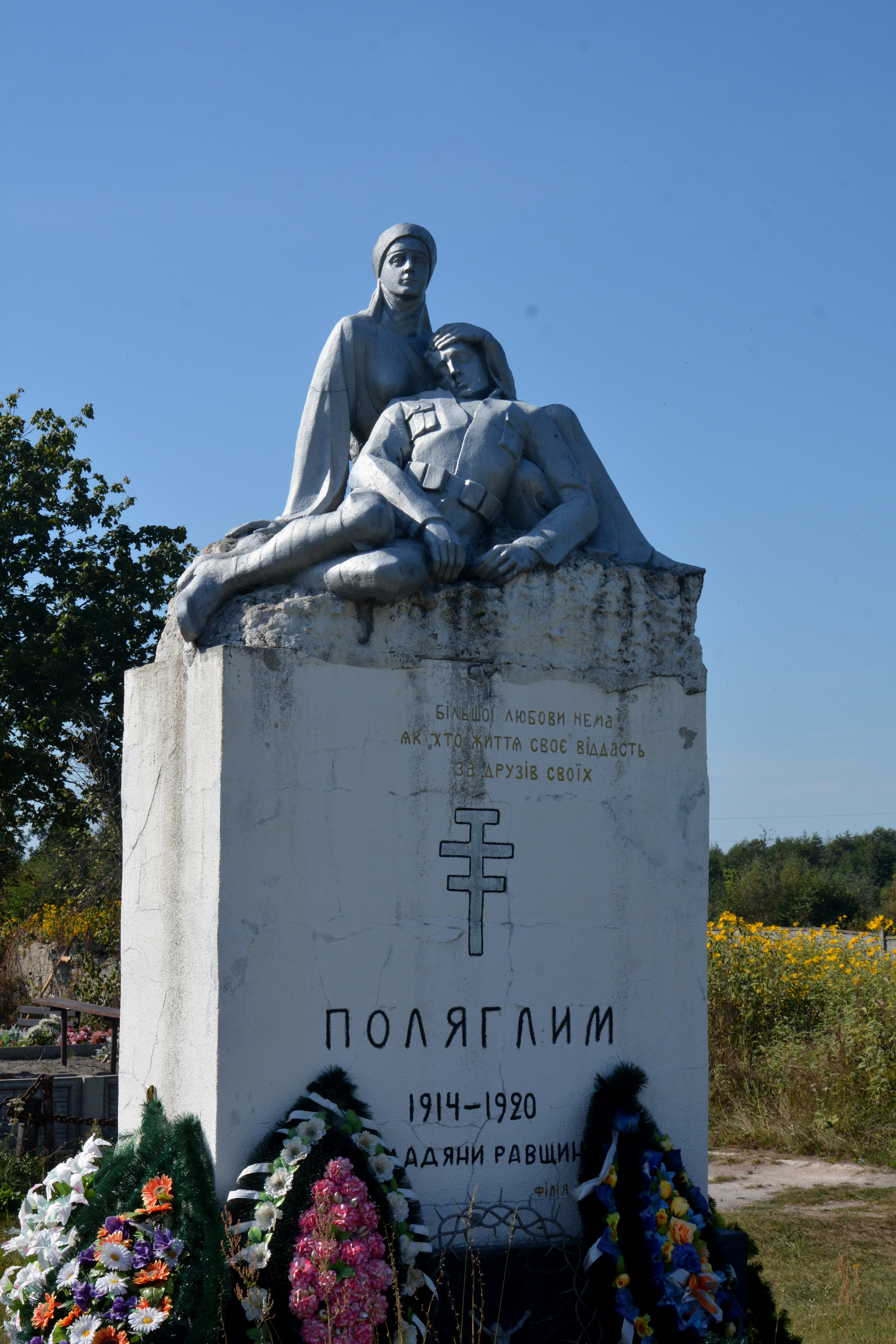
Меморіал Української Галицької Армії в Раві Руській
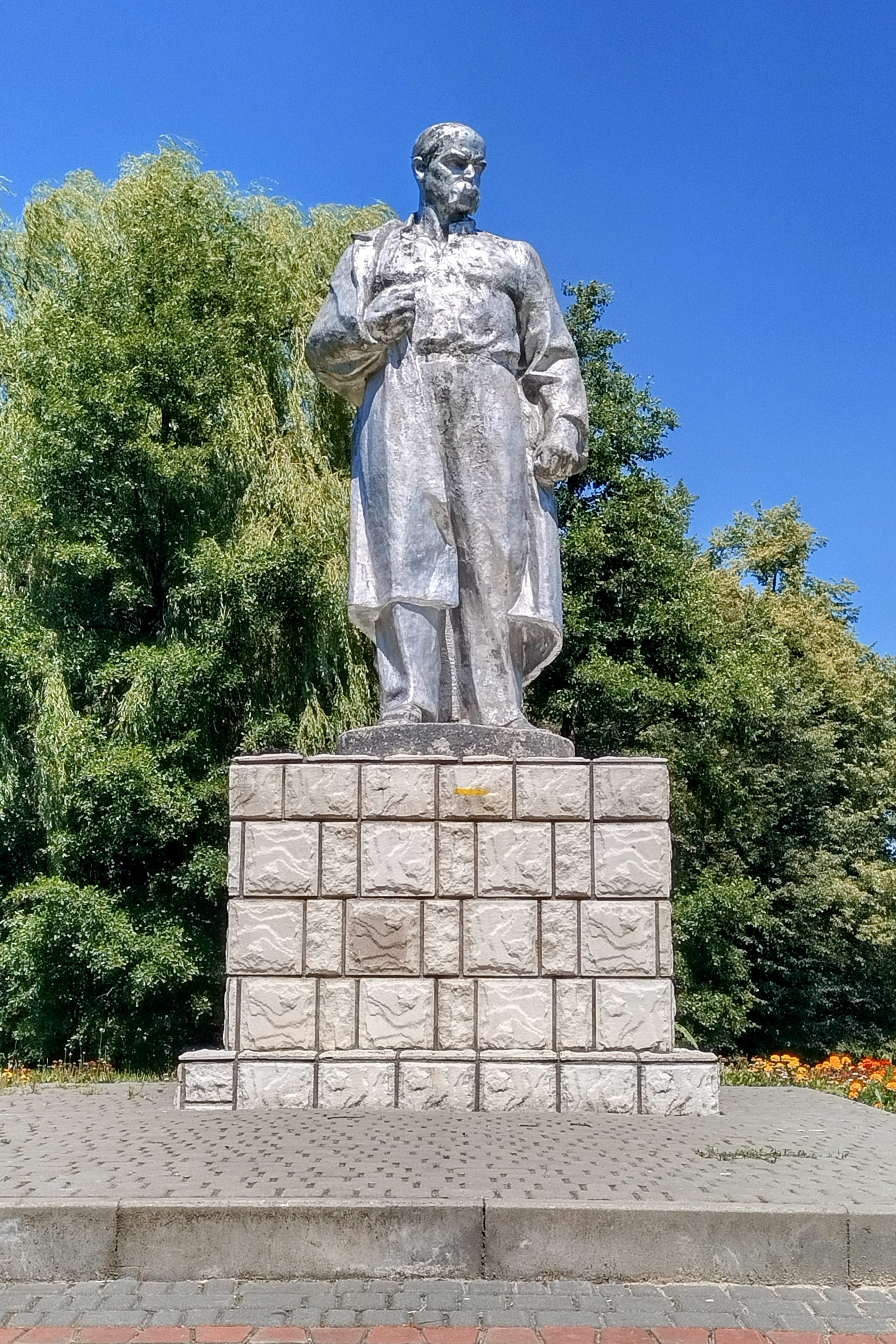
Пам'ятник Тарасу Шевченку
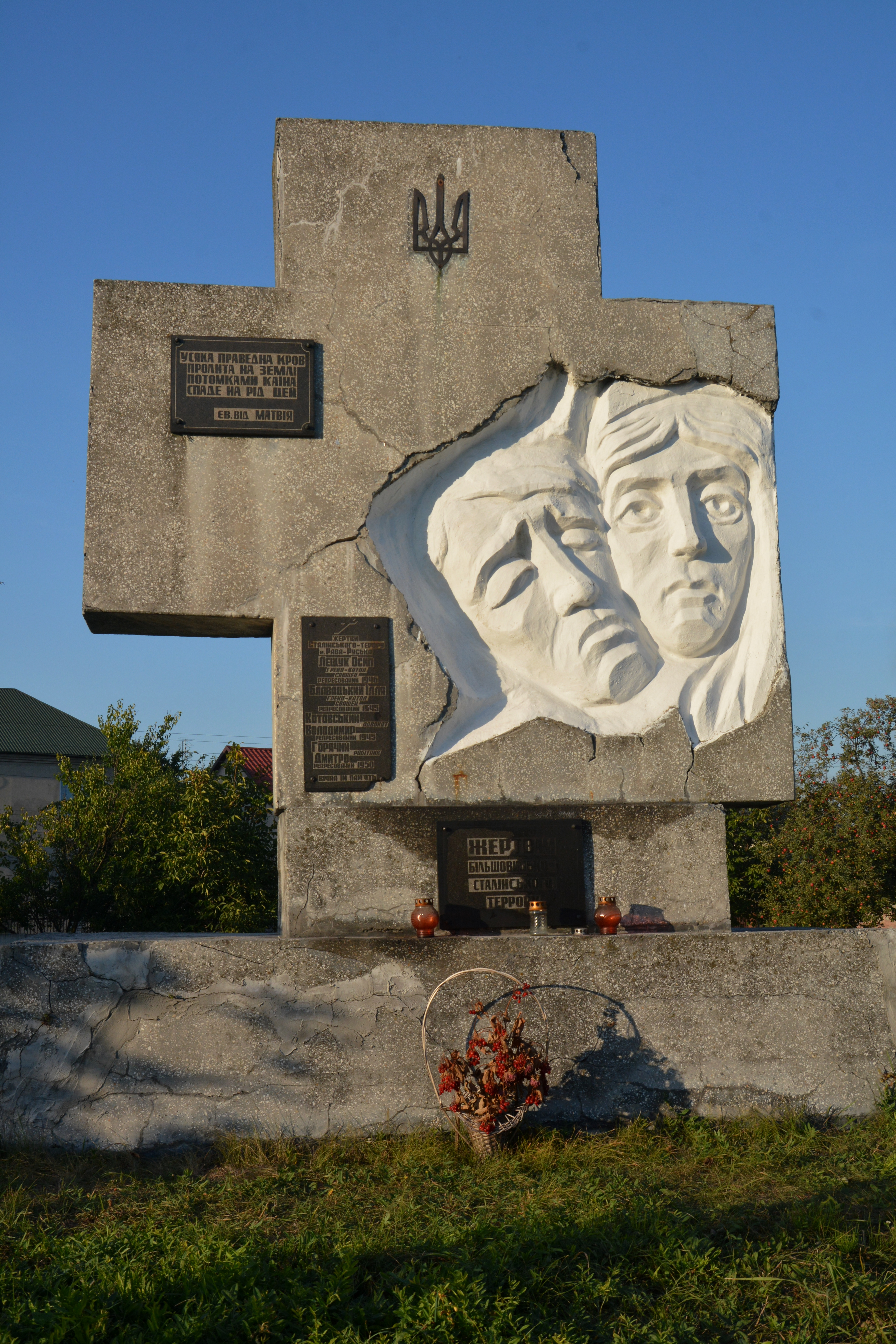
Пам'ятник жертвам репресій

### Фестивалі
Найвідомішим масовий культурний захід Рави-Руської — Мистецький фестиваль «Галицькі перехрестя», з 2003 по 2005 рр. проводився щорічно, з 2008 року — один раз на два роки.
11—12 липня 2010 році в місті відбулося широкомасштабне святкування 555-ї річниці міста Рави-Руської, в рамках якого відбувся ювілейний 5-й Мистецький фестиваль «Галицькі перехрестя».
25 червня 2017 року відбувся фестиваль патріотичної пісні «Пісня для Героя», який був присвячений річниці пам'яті оперного співака, львів'янина, Героя України Василя Сліпака, який загинув у 2016 році в зоні проведення АТО, а також усім загиблим мешканцям Жовквіщини.

## Відомі постаті
- Олександр Бабіч — український лісівник, професор кафедри лісівництва Національного університету біоресурсів і природокористування України, член-кореспондент Лісівничої академії наук України.
- Ернест Бандровський — польський вчений-хімік, громадський діяч; доктор філософії, доктор хімії.
- Ігор-Орест Богачевський  (1928—2010) — видатний вчений, конструктор, доктор математики
- Володимир Божик — український співак, бандурист.
- Ірина Верещук — Віцепрем'єр-міністр — Міністр з питань реінтеграції тимчасово окупованих територій України.
- Євгенія Зарицька — оперна співачка.
- Лесь Мартович — український письменник-демократ і громадський діяч, жив і працював у Раві-Руській деякий час до радянського періоду.
- о. Віктор Мазикевич — парох (УГКЦ) села Диниска (Равський повіт, Австро-Угорщина), віце-маршал Равської повітової ради, москвофіл[16].
- Юрій Мокрицький — радянський та український футболіст.
- Роман Пачовський (1911—1968) — український живописець.
- Юрій Скорупський (нар. 1965) — українсько-американський художник, монументаліст.
- Франц фон Штадіон — граф, губернатор Королівства Галичини і Володимирії, посол до Райхстагу Австрійської імперії 1848 р. від округу Рава-Руська[17][18].

## Військовики
- Андрій Верхогляд — український військовик, підполковник (посмертно), командир батальйону 72 ОМБр Збройних сил України, Герой України.
- Володимир Збишко — український військовик, старший лейтенант ЗСУ, загинув у січні 2015 року в бою на сході України, поблизу смт. Сентянівка (Фрунзе), Алчевського району, Луганської області.
- Тарас Карпа — український військовик, спецпризначенець, капітан Збройних сил України, загинув поблизу м. Сніжне, Горлівського району, Донецької області.
- Віталій Кравченко — український військовик, заступник командира 2-го механізованого батальйону 53 ОМБр. Уродженець м. Буринь, Конотовського району Сумської області. Загинув в м. Авдіївка, Донецької області.
- Олександр Косинський — український військовик, Головний майстер-сержант.
- Юрій Рудий — капітан служби цивільного захисту ДСНС.
- Роман Чорній — український військовик, сержант Збройних Сил України, учасник російсько-української війни.